# Juan Martín Fernández Lobbe
Juan Martín Fernández Lobbe (* 19. November 1981 in Buenos Aires) ist ein nicht mehr aktiver argentinischer Rugby-Union-Spieler. Er spielte als Flügelstürmer oder Nummer Acht für den RC Toulon und die argentinische Nationalmannschaft. Derzeit ist er Assistenztrainer der argentinischen Rugby-Union-Nationalmannschaft.
Fernández Lobbe gab im Jahr 2004 sein Debüt für Argentinien gegen Uruguay. Zusammen mit seinem Bruder Ignacio gehört er seitdem regelmäßig zum Aufgebot seines Landes. Nach hervorragenden Leistungen in Spielen gegen Wales und Neuseeland wurde er auch international bekannt und von den Sale Sharks verpflichtet. Zuvor hatte er in der heimischen Liga für Liceo Naval gespielt.
Im Vorfeld der Weltmeisterschaft 2007 sorgte Argentinien mit Siegen über England und Irland für Aufsehen. Die gute Form des Teams setzte sich beim WM-Turnier fort, wo es den dritten Platz und damit die beste Platzierung Argentiniens bei Weltmeisterschaften erreichte. Fernández Lobbe spielte dabei eine wichtige Rolle, er war bei allen Partien von Beginn an dabei. Im November 2008 führte er die Nationalmannschaft erstmals als Kapitän aufs Feld.
Im Jahr 2009 verließ Fernández Lobbe die Sale Sharks und wechselte nach Frankreich zum RC Toulon.